# 帕申环形山
帕申环形山（Paschen）是月球背面赤道区一座古老的大撞击坑，约形成于前酒海纪期，其名称取自德国物理学家路易斯·卡尔·海因里希·弗里德里希·帕申（1865年–1940年），1970年被国际天文联合会正式批准接受。

## 描述
该陨坑西侧紧邻伽罗瓦环形山，西北偏西靠近梅契尼科夫环形山、万户环形山位于它的北面、东侧坐落着约费环形山、斯滕菲尔德环形山横亘在南面、西南则是洛德金环形山。
该环形山中心月面坐标为14°04′S 140°32′W / 14.06°S 140.53°W，直径127.4公里，
深度2.9公里。
帕申环形山已明显损毁，并销蚀成一块边缘难以辨别的区域。其西南边缘上横跨着卫星坑帕申 S，南面与卫星坑帕申 M合二为一，一串短链坑穿越在西北侧坑壁、北面也有一道断裂的链坑；陨坑内侧壁坡宽阔，依稀可见到东侧区阶地结构的残迹；碗状的坑底地势崎岖，沿内外侧壁及坑内地表散布着许多大小不一的小陨坑。

## 卫星陨石坑
按惯例，最靠近帕申环形山的卫星坑在月图上以字母标注在该坑中心点的旁边。

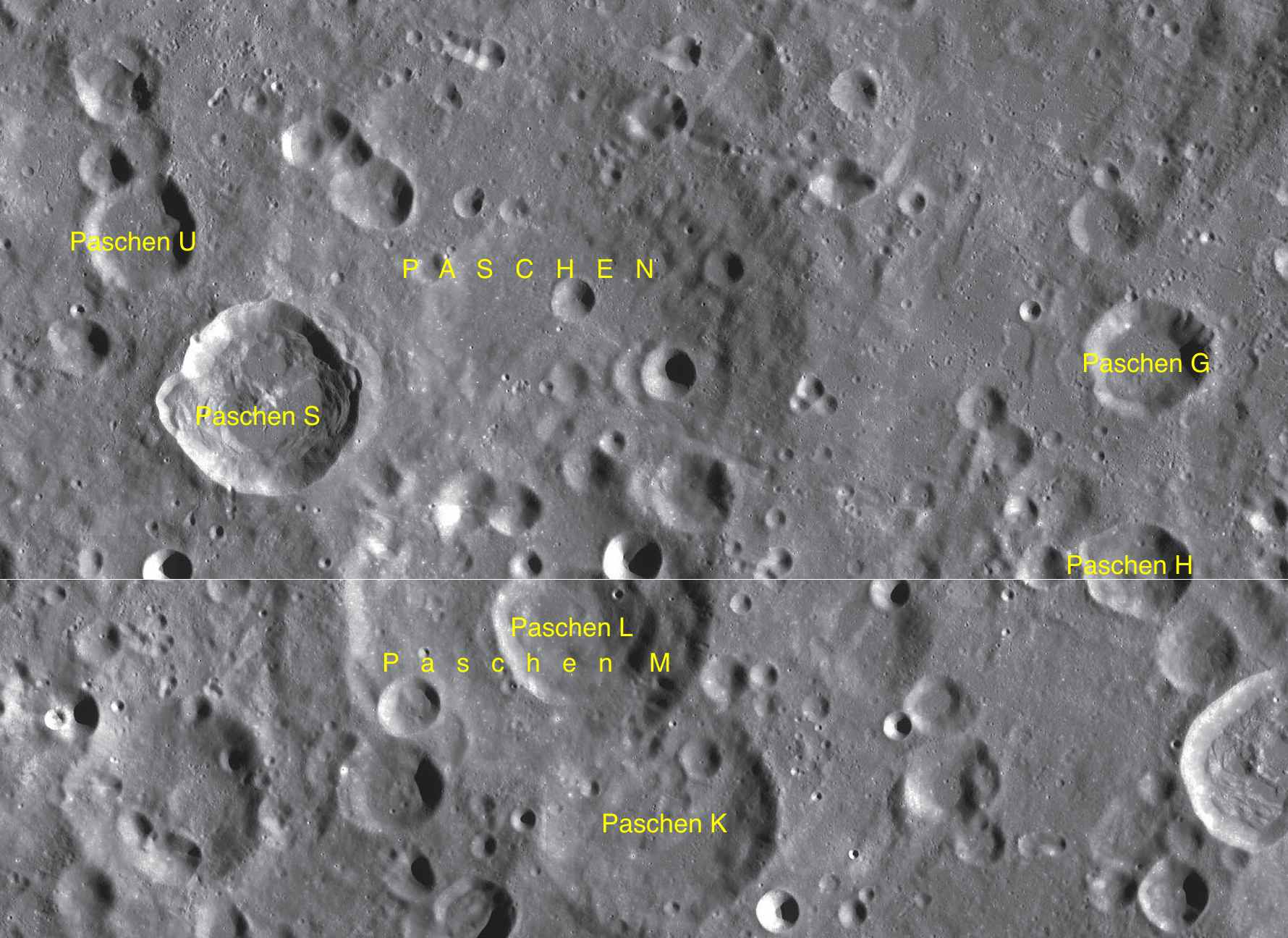
LAC-88 与 LAC-106 拼接图

| 帕申 | 纬度    | 经度     | 直径    |
| ---- | ------- | -------- | ------- |
| G    | 14.3° S | 135.4° W | 29 公里 |
| H    | 16.0° S | 135.6° W | 27 公里 |
| K    | 17.9° S | 138.9° W | 57 公里 |
| L    | 16.4° S | 139.5° W | 38 公里 |
| M    | 16.1° S | 140.0° W | 94 公里 |
| S    | 14.5° S | 142.0° W | 48 公里 |
| U    | 13.2° S | 143.0° W | 29 公里 |

- 卫星坑帕申 L形成于早雨海世[1]；
- 卫星坑帕申 M形成于酒海纪[1]；
- 卫星坑帕申 S形成于晚雨海世[1]。

## 外链链接
- 月球数码摄影图集 （页面存档备份，存于）
- 苏联探测器-8号拍摄的环形山周边区域照片，帕申环形山位于图中左侧略下方。 （页面存档备份，存于）
- 维基月球在线解说-帕申环形山. （页面存档备份，存于）
- Andersson, L.E., and E.A. Whitaker,国宇航局月球地名目录, 美国宇航局参考出版物1097, 1982年10月. （页面存档备份，存于）